# 三つ首竜
三つ首竜（みつくびりゅう）は、
1. 『スペクトルマン』の登場怪獣。
2. 『電人ザボーガー対恐竜軍団シリーズ』に登場した敵の首領。
3. 頭が三つ生えた竜・ドラゴンの通称。3頭龍ともいう。数多くのフィクション作品に登場。

## フィクション作品の三つ首竜の一例
- 『ILJA MUROMETS』の3頭龍
- 『ゴジラ』・『モスラ』シリーズのキングギドラ、デスギドラ、カイザーギドラ
- 『スペクトルマン』の三つ首竜
- 『電人ザボーガー』の三ツ首竜（魔神三ツ首）
- 『ウルトラマン80』のファイヤードラコ
- 『バビロニアン・キャッスル・サーガ』のダハック
- 『遊☆戯☆王』の青眼の究極竜
- 『ラグナロクオンライン』のゴピニク
- 『ハムナプトラ3 呪われた皇帝の秘宝』の三つ首竜
- 『ポケットモンスター』シリーズのサザンドラ
- 『ドラゴンクエストシリーズ』シリーズの竜皇帝バルグディス